# El Sombrero (paroisse civile)
Pour les articles homonymes, voir El Sombrero.
El Sombrero est l'une des deux paroisses civiles de la municipalité de Julián Mellado dans l'État de Guárico au Venezuela. Sa capitale est El Sombrero, chef-lieu de la municipalité.

## Géographie

### Démographie
Hormis sa capitale El Sombrero, chef-lieu de la municipalité, la paroisse civile comporte plusieurs localités, dont :
- Botalón
- Carrizal
- El Sombrero
- Guamachito
- Guásima
- La Danta
- La Encrucijada (partagé avec Sosa)
- La Gloria
- Laguna Seca
- Las Lajitas